# Augustusburg
Augustusburg är en tysk småstad i distriktet (Landkreis) Mittelsachsen i förbundslandet Sachsen.
På ett berg väster om staden ligger det stora jaktslottet Augustusburg. På samma plats fanns fram till 1547 en annan borg med namnet Schellenberg och även den tillhörande orten hette Schellenberg. 1568 beställde kurfurste August I av Sachsen ett jaktslott som uppfördes under ledning av byggmästare Hieronymus Lotter. Nybygget fick redan 1575 namnet Augustusburg men ortens ursprungliga namn ändrades först 1899. 1831 drabbades samhället av en omfattande stadsbrand där bland annat kyrkan (Petrikirche) förstördes. Kyrkan återuppfördes mellan 1840 och 1845. Stadens centrum kring marknaden kännetecknas av smala gränder.
I juni 1911 öppnades en bergbana ner till ortsdelen Erdmannsdorf. Där finns anslutning till en järnvägslinje längs floden Zschopau.
Staden har ett sommarbad och vid slottet visar en falkenerare sina fåglar. Slottet rymmer flera museer, ett för motorcyklar, ett för diligenser och ett för falkenering och annan jakt.

## Galleri

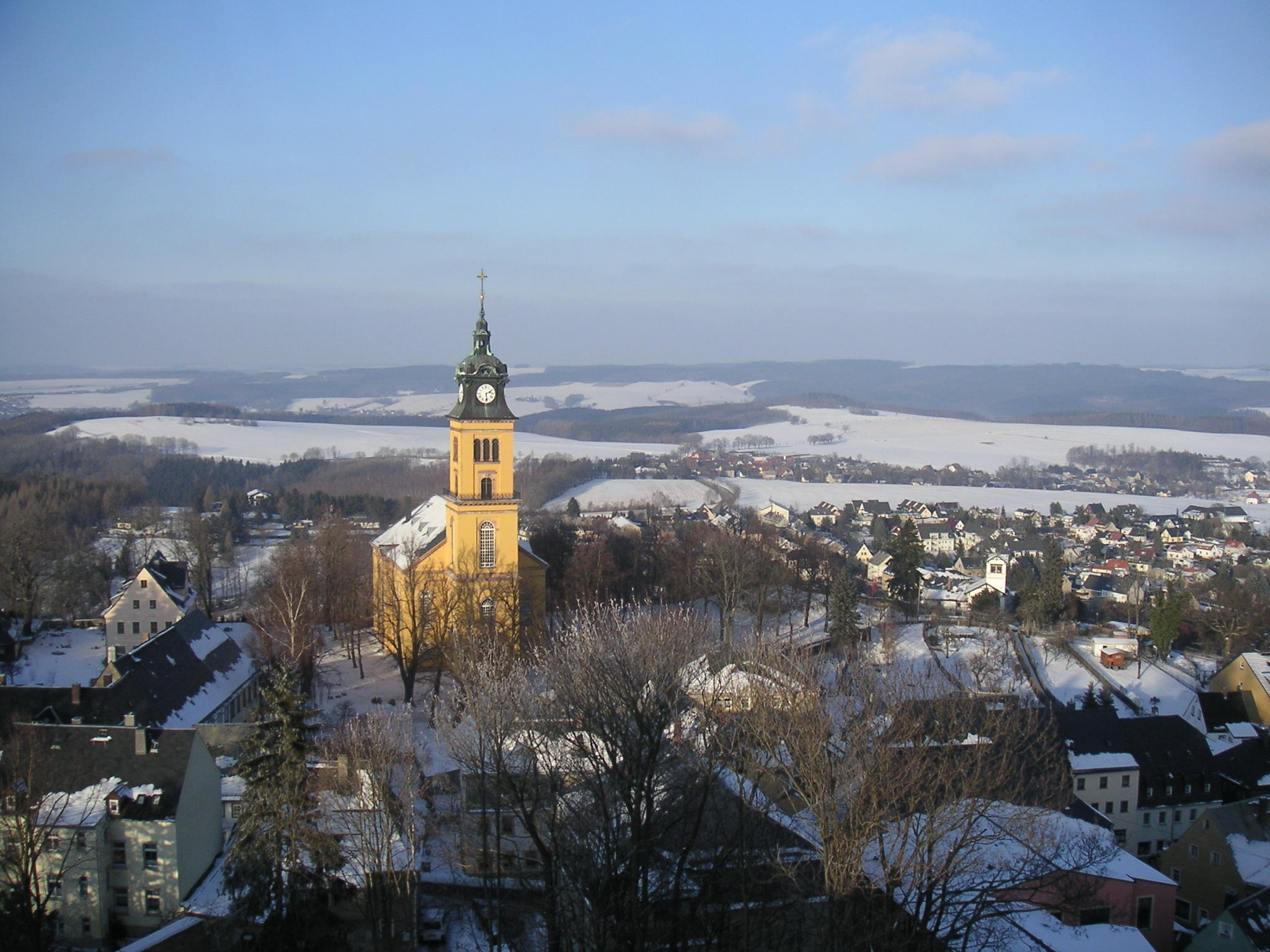
Vy från slottet över staden
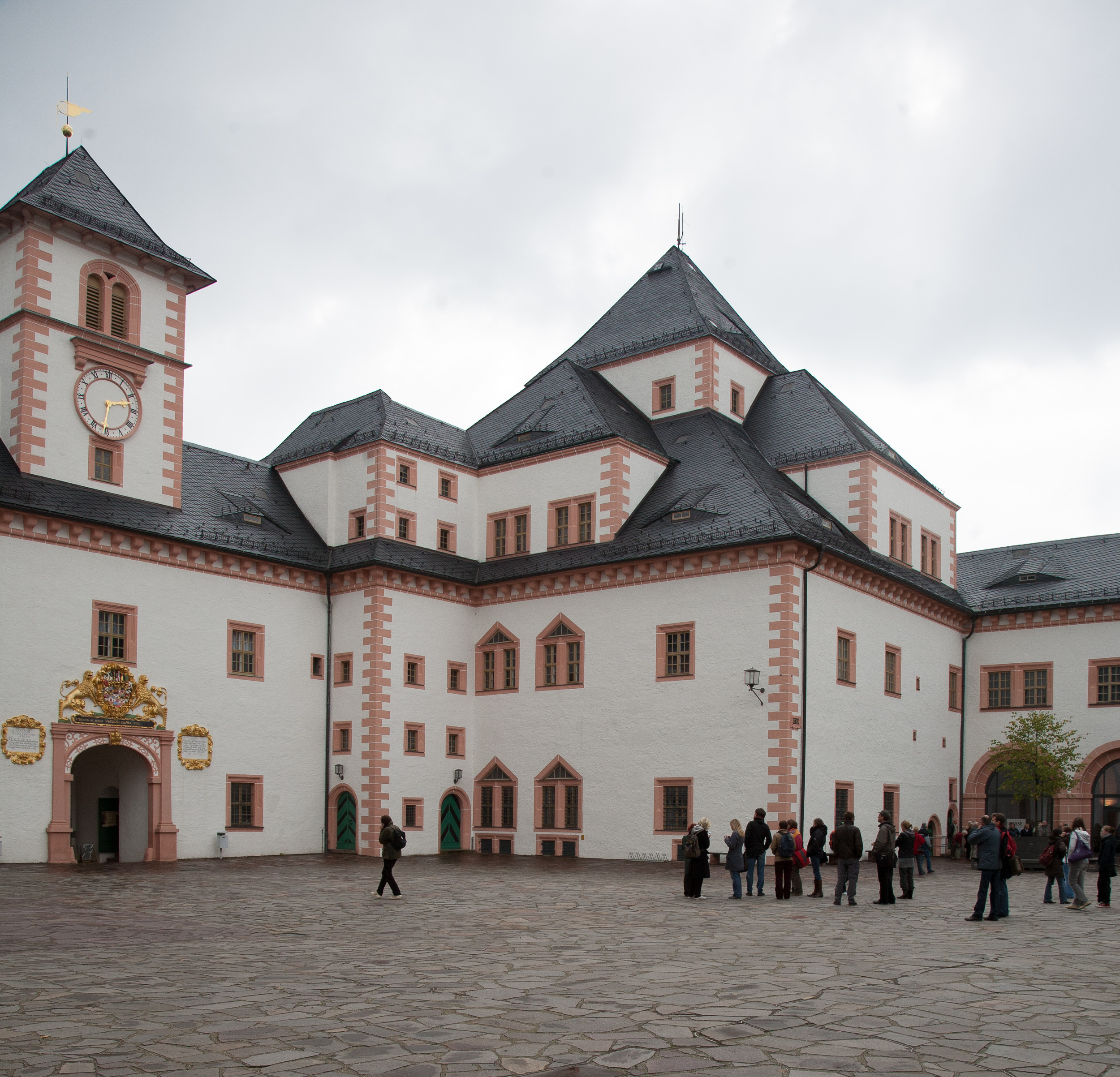
Del av slottet
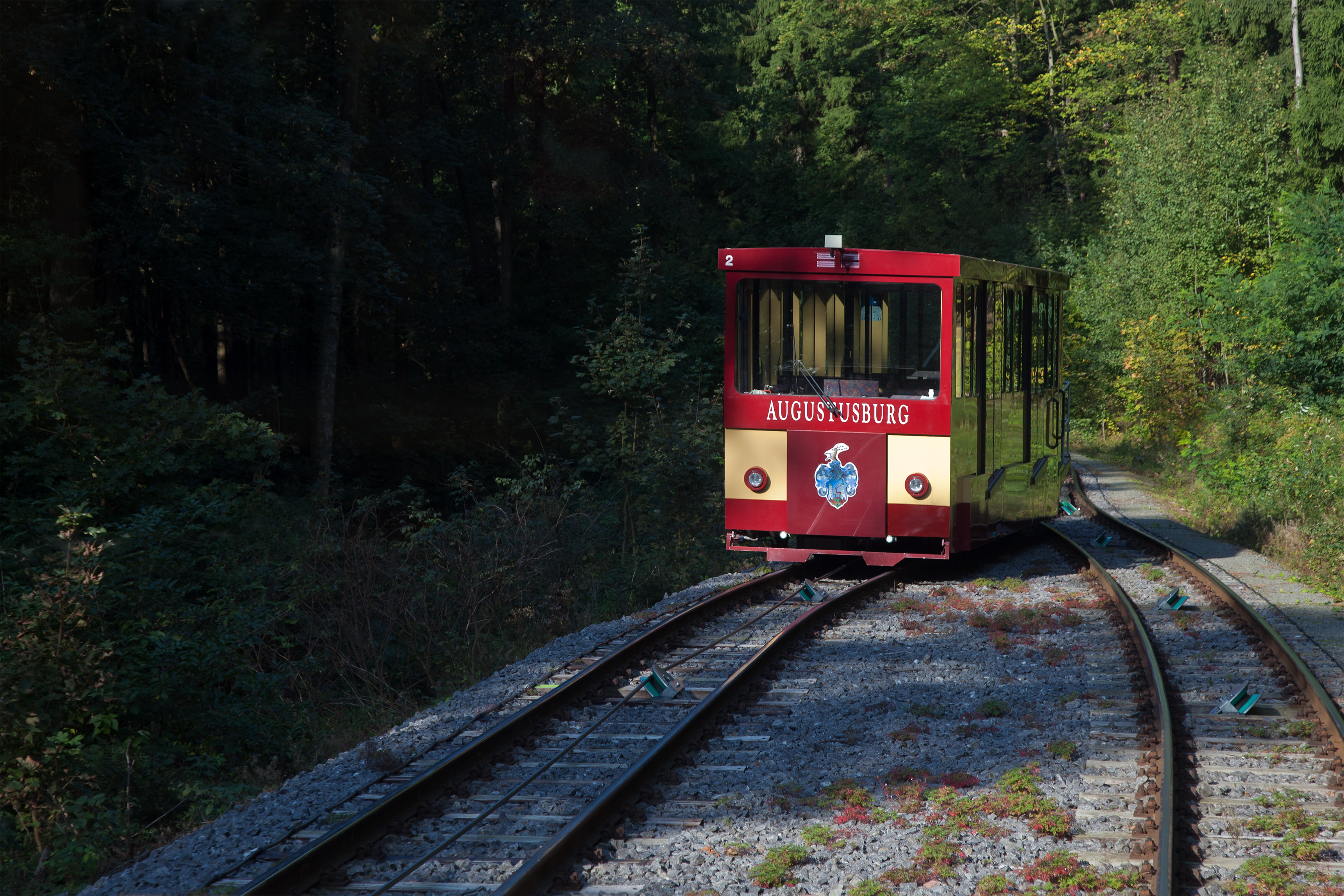
Bergbana
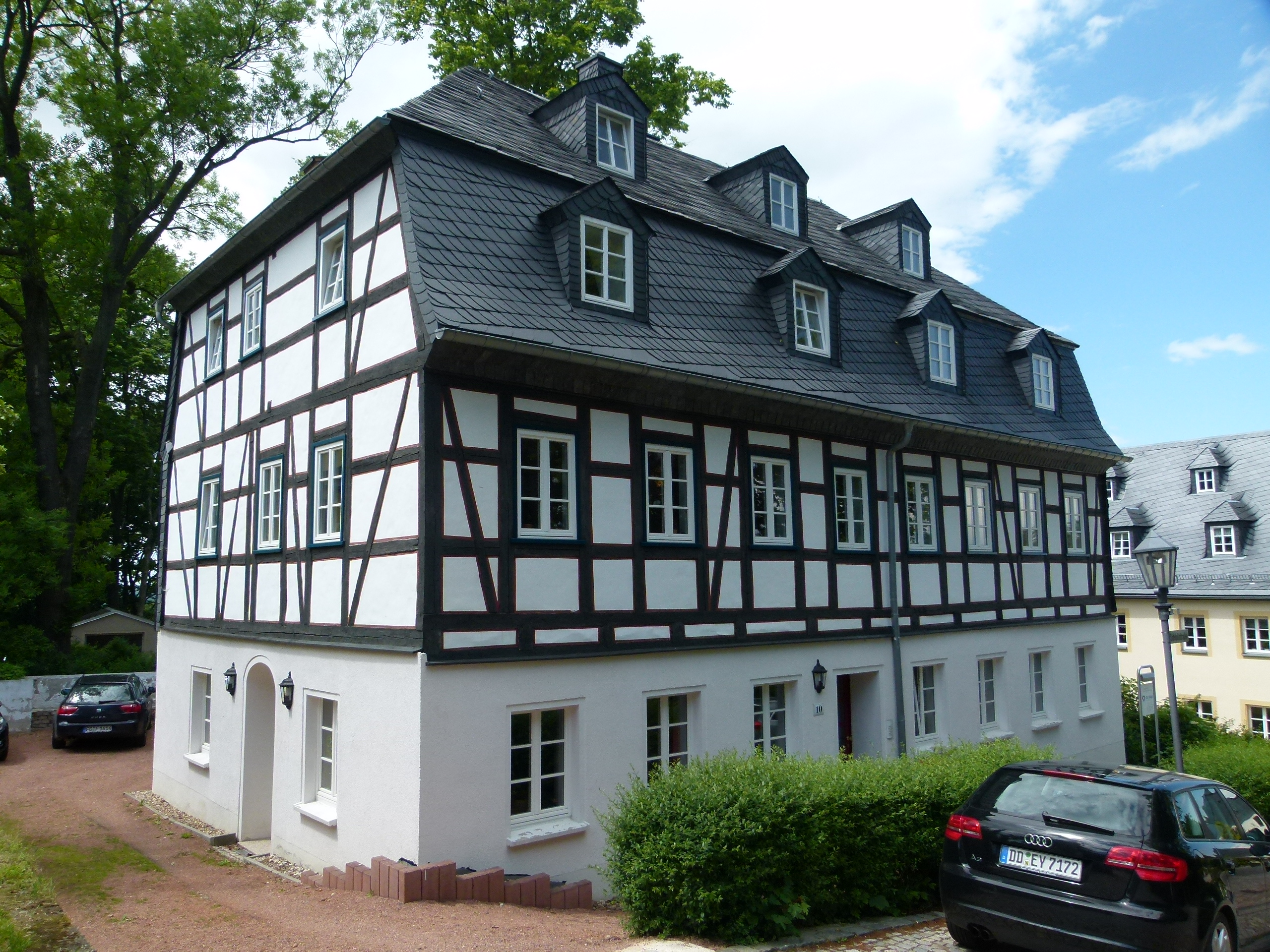
Typiskt hus i stadens centrum